# 马修·巴格
马修·巴格（英語：Matthew Bugg，1981年2月25日—），澳大利亚男子帆船运动员。他曾代表澳大利亚参加2012年和2016年夏季残疾人奥林匹克运动会帆船比赛，其中2016年夏季残奥会获得一枚银牌。